# Kholmanka
Kholmanka (en rus: Холманка) és un poble (un khútor) de l'óblast de Saràtov, a Rússia, segons el cens del 2010 tenia 32 habitants. Pertany al districte municipal d'Ozinki.